# Allainville (Eure y Loir)
Allainville es una comuna de Francia situada en el departamento de Eure y Loir, región de Centro.
Integra la Communauté d'agglomération du Drouais.

## Demografía
Evolución demográfica